# Yassine Bensghir
Yassine Bensghir (né le 3 janvier 1983 à Rabat) est un athlète marocain spécialiste du demi-fond.

## Carrière
Il est suspendu pour dopage en 2014 après avoir refusé de se soumettre à un test antidopage. Il pourra reprend la compétition à partir du 11 avril 2020.

## Palmarès
| Date | Compétition                    | Lieu        | Résultat | Épreuve | Temps         |
| ---- | ------------------------------ | ----------- | -------- | ------- | ------------- |
| 2002 | Championnats du monde juniors  | Kingston    | 1er      | 1 500 m | 3 min 40 s 72 |
| 2004 | Championnats d’Afrique         | Brazzaville | 3e       | 1 500 m | 3 min 41 s 49 |
| 2005 | Championnats du monde          | Helsinki    | 12e      | 1 500 m | 3 min 50 s 19 |
| 2005 | Jeux de la Francophonie        | Niamey      | 1er      | 800 m   | 1 min 47 s 11 |
| 2005 | Jeux de la Francophonie        | Niamey      | 1er      | 1 500 m | 3 min 46 s 58 |
| 2006 | Championnats du monde en salle | Moscou      | 8e       | 1 500 m | 3 min 47 s 20 |
| 2013 | Jeux méditerranéens            | Mersin      | 2e       | 1 500 m | 3 min 36 s 49 |

### Records
| Épreuve      | Performance   | Lieu   | Date            |
| ------------ | ------------- | ------ | --------------- |
| 800 mètres   | 1 min 45 s 89 | Rabat  | 18 juin 2005    |
| 1 500 mètres | 3 min 33 s 04 | Monaco | 25 juillet 2007 |

| Épreuve      | Performance   | Lieu    | Date            |
| ------------ | ------------- | ------- | --------------- |
| 1 500 mètres | 3 min 39 s 08 | Valence | 13 février 2010 |